# Rotersand
Rotersand is een Duitse elektronische band, opgericht in September 2002 door Gun en Rascal, kort daarop kwam producer Krischan J.E. Wesenberg erbij. Rotersand's wordt voornamelijk geschaard in de EBM hoek met invloeden progressieve trance en techno muziek.

## Geschiedenis
Voordat Rasc en Gun samen gingen werken in Rotersand, hadden ze al in meerdere projecten samengewerkt. Het meest bekende daarvan was The Fair Sex. Hun eerste release was 'Merging Oceans' in 2003, snel gevolgd door hun debuutalbum 'Truth is Fanatic'. Hun tweede album kwam uit in 2005, 'Welcome To Goodbye'. Dit album en hun sample cd 'Exterminate Annihilate Destroy' (2003) bereikten bij de top 1-positie in de Deutsche Alternative Charts. Het derde album kwam in 2007 uit, genaamd '1023'.
De band heeft in Europa getoerd met Assemblage 23 en Europa en de VS met Covenant, heeft gespeeld op het Dark City Festival in Edingburg, en was een van de headliners op het Infest festival in 2006. Mark Jackson van VNV Nation stond samen met hun op het podium van het M'era luna festival in Hildesheim Duitsland in augustus 2006. De band heeft ook al twee keer op het Wave-Gotik-Treffen gestaan.

## Discografie
- Truth Is Fanatic (cd-album, 2003, Endless Records)
- Merging Oceans (cd-ep, 2003, Endless Records)
- Exterminate Annihilate Destroy (cd-single, 2005, Dependent Records)
- Welcome To Goodbye (cd-album, 2005, Dependent Records)
- Dare To Live - Perspectives On Welcome To Goodbye (cd-ep, 2006, Dependent Records)
- 1023 (cd, 2007, Dependent Records (Duitsland), Metropolis Records (VS)

### Limited Edition Releases
- Electronic World Transmission (Limited 2004 Tour ep)
- Social Distortion (Limited 12" vinyl)